# 上海龙之梦大酒店
上海龙之梦大酒店是位於中国上海市长宁区的一座摩天大楼及混合用途建筑。該建築內有酒店以及办公空间。該建築的高度為218（715英尺），共53层， 2005年竣工。  該建築內有一個高度達4層樓的中庭空间。